# 바이올린 소나타 가장조 (베토벤)
《바이올린 소나타 가장조, Hess 46》은 루트비히 판 베토벤의 피아노와 바이올린을 위한 미완성 소나타이다. 1790년과 1792년 사이에 쓰인 것으로 추정된다.

## 개요
음악학자 윌리 헤스가 발견한 이 작품은, 바이올린과 피아노의 조합을 위한 작품을 작곡하기 위한 베토벤의 첫 시도 중의 하나일 것으로 여겨진다.
남아 있는 원고는 세 개의 페이지로 구성되어 있으며, 두 페이지 모두 시작 부분을 포함하여 여러 페이지가 누락되어 있다. 바이올리니스트 에이마르 히니는 이 두 개의 단편적인 악장을  느린 악장과 결론적인 론도로 파악했다. 마찬가지로 음악학자 지그하르트 브란덴부르크도 같은 방식으로 조각을 재구성했으며. 페이지에 충분한 공간이 남아 있는 상태에서 갑자기 악보가 끝나기 때문에 "피날레는 결코 완성되지 않았다고 믿는다"고 덧붙였다.
두 저자 모두 바이올린의 역할이 순수하게 수반되는 방식으로 작품의 균형이 잡혔다는 데에 동의했다. 작품의 조각들에 대하여 브라덴부르크는, 당시의 경력의 시점에서 볼 때, 베토벤이 고전 바이올린 소나타에 사용된 기술에 대한 건전한 이해를 가지고는 있었지만, 아직 그것들을 효과적으로 사용할 수 있는 수법을 터득하지 못했을 수도 있다는 것을 보여주는 것으로 묘사했다. 히니는 이 작품에서의 바이올린과 피아노의 균형에 대한 평가에 동의하며, 바이올린 부분은 그 시대의 전형적인 아마추어 음악가의 기량 이외에 어떤 것도 포함하고 있지 않았다고 덧붙였다. 음악학자 리차드 크레이머는 이 작품의 스타일이 모차르트의 바이올린 소나타 K.526의 영향을 받은 것으로 여겨진다고 말했다.